# Фаркадин (Хунедоара)
Фаркадин (рум. Fărcădin) насеље је у Румунији у округу Хунедоара у општини Ђенерал Бертхелот. Oпштина се налази на надморској висини од 348 m.

## Становништво
Према подацима из 2002. године у насељу је живело 232 становника, од којих су сви румунске националности.